# Kalase, Hosanagara
Kalase là một làng thuộc tehsil Hosanagara, huyện Shimoga, bang Karnataka, Ấn Độ.